# Războiul Regelui Philip

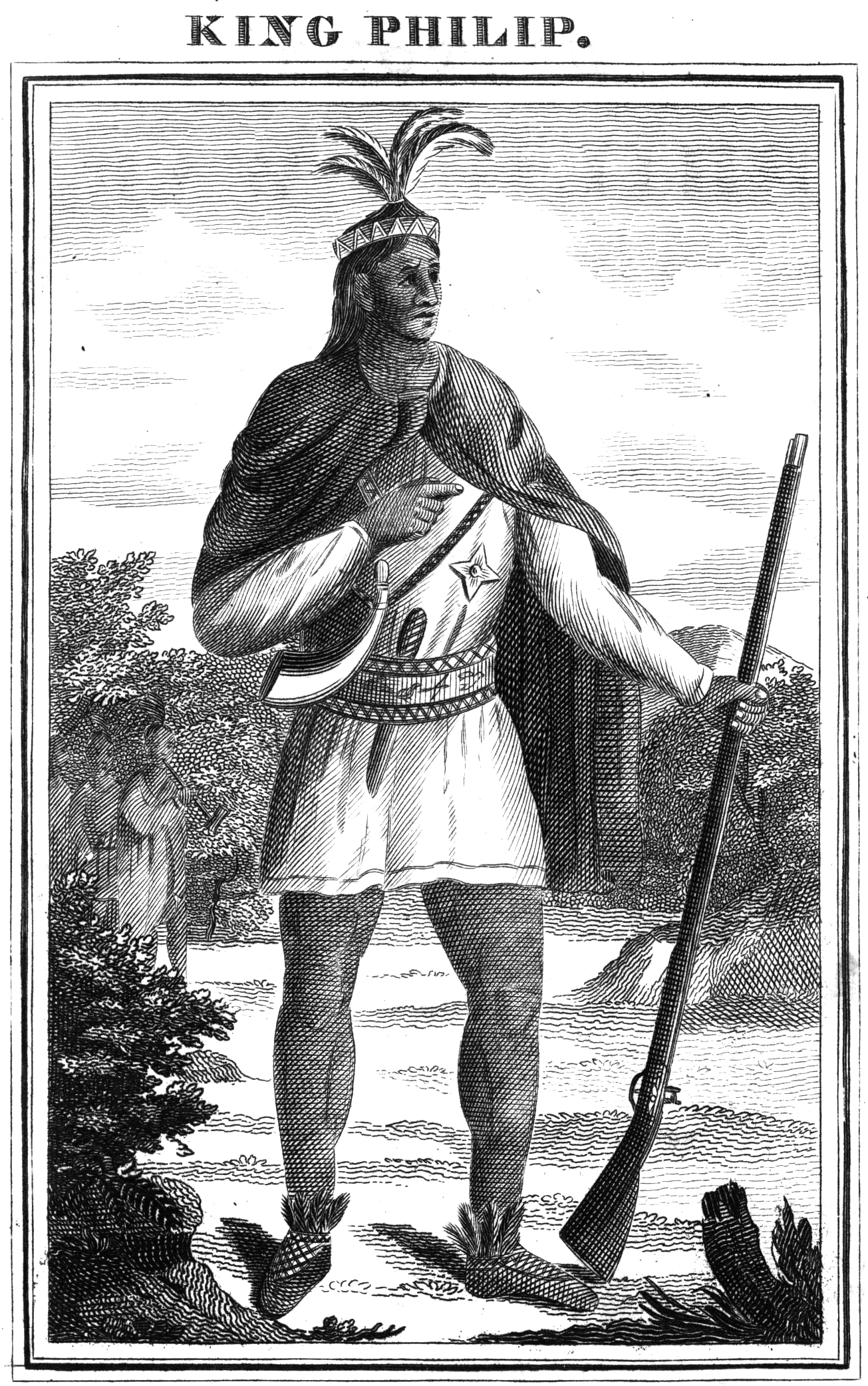
Regele Philip

Războiul Regelui Philip (uneori denumit Războiul lui Metacom, Războiul lui Metacomet sau Rebeliunea lui Metacom), a fost un conflict armat între nativii americani aflați în sudul regiunii Noua Anglie de astăzi și coloniile engleze sprijinite de aliații lor nativi americani. Luptele au avut loc în perioada 1675–1676. Războiul poartă numele conducătorului nativ-americanilor, Metacomet (cunoscut și ca Metacom sau Pometacom), denumit de englezi "Regele Philip". După moartea lui Metacomet războiul a continuat în nordul regiunii Noua Anglie (mai ales la frontiera cu Maine). Sfârșitul războiului a avut loc prin semnarea unui tratat la Casco Bay în aprilie 1678.